# برتيش أمريكان توباكو
شركة برتيش أمريكان توباكو (BAT) هي شركة بريطانية متعددة الجنسيات تصنع وتبيع السجائر والتبغ ومنتجات النيكوتين الأخرى. تأسست الشركة عام 1902 ويقع المقر الرئيسي لها في لندن ، إنجلترا. اعتبارًا من عام 2019 ، أصبحت أكبر شركة لتصنيع السجائر في العالم بناءً على صافي المبيعات.  تعمل الشركة في حوالي 180 دولة ، وتشمل علاماتها التجارية للسجائر (دنهل ، كنت ، لاكي سترايك ، بال مول و روثمانز). تشمل علاماتها التجارية أيضًا (فايب و فيوس)  و جلو. [5] الشركة أصبح لديها قائمة أساسية في بورصة لندن وهي مكونة من مؤشر فوتسي 100. لديها قائمة ثانوية في بورصة جوهانسبرج. يتم أيضًا إدراج الأسهم العادية لشركة برتيش أمريكان توباكو في بورصة نيويورك للأوراق المالية في شكل أسهم ايداع أمريكية.

## الشركات التابعة
- رينولدز أمريكان
- إمبريال توباكو كندا
- سوزا كروز
- نيماير
- تيكيل
- شركة التبغ الباكستانية
- مجموعة بنتويل
- بي.جيه. كارول و شركاه
- بيج أوت
- نوبلزا بيكاردو
- شركة التبغ السيلاني
- بيت الأمير ·